# Mersekhemrê Ined
Mersekhemrê Ined est un potentiel roi de la XIIIe dynastie. Le lien entre Mersekhemrê Neferhotep II et lui est inconnu. Peut-être sont-ils le même roi.

## Attestations
Un nom Mersekhemrê Ined est mentionné à la position 8.6 du Canon royal de Turin, qui le crédite d'un règne de 3 ans, 1 à 4 mois et 1 jour, et un nom Mersekhemrê figure à la position 41 dans la liste de Karnak.

## Identité
L'identité de Mersekhemrê Ined par rapport à Mersekhemrê Neferhotep II est toujours incertaine. Deux statues royales d'un roi nommé Mersekhemrê Neferhotep ont été découvertes par Georges Legrain en 1903 dans la Cachette de Karnak et se trouvent maintenant au Musée égyptien du Caire, CG 42023 et CG 42024,. 
Les égyptologues Jürgen von Beckerath, Detlef Franke, Jacques Kinnaer, Rolf Krauss et Donald B. Redford concluent que Mersekhemrê Ined du Canon royal de Turin et Mersekhemrê Neferhotep sont une seule et même personne. En revanche, Kim Ryholt voit dans ces documents les références à deux souverains distincts portant le même nom de Nesout-bity, comme ça serait le cas de Merhoteprê Sobekhotep V et Merhoteprê Ini Ier. Ryholt place plutôt Mersekhemrê Neferhotep tout à la fin de la dynastie.